# Desmodium brachystachyum
Desmodium brachystachyum är en ärtväxtart som beskrevs av Diederich Franz Leonhard von Schlechtendal. Desmodium brachystachyum ingår i släktet Desmodium och familjen ärtväxter. Inga underarter finns listade i Catalogue of Life.